# Symphonie no 47 de Mozart
Pour les articles homonymes, voir K97.
La Symphonie en ré majeur «no 47», K. 97/73m, a probablement été écrite par Wolfgang Amadeus Mozart à Rome en 1770.

## Histoire
Mozart a mentionné deux symphonies dans une lettre à sa sœur le 25 avril 1770. Dans sa révision du catalogue Köchel, Alfred Einstein émet l'opinion que ces symphonies sont susceptibles d'être les K. 95 et K. 97, qui pourrait être des « symphonies jumelles » en raison de similitudes dans le style et la structure. Ce point de vue est cependant contesté par d'autres auteurs, dont Neal Zaslaw, car les autographes de ces symphonies n'ont pas survécu.
Pour les deux autres grandes symphonies en ré du premier voyage italien de Mozart, les K. 81 et K. 84, l'authenticité est plus claire. Gersthofer, en se basant sur d'autres œuvres de Mozart certainement de cette période, considère que la paternité de Mozart pour les K. 81, K. 84, K. 95 et K. 97 est «très probable».
Que les symphonies K. 95 et K. 97 aient été initialement prévues en quatre mouvements ou se soient vu ajouter plus tard les menuets n'est pas clair,.
La Alte Mozart-Ausgabe (publiée en 1879–1882) attribue les nombres 1–41 aux 41 symphonies portant des numéros. Les symphonies non numérotées (certaines, dont K. 97, publiées dans les suppléments du Alte-Mozart Ausgabe jusqu'en 1910) ont été parfois numérotées avec les nombres de 42 à 56, bien qu'elles aient été écrites avant la Symphonie no 41 de Mozart (écrite en 1788). La symphonie K. 97 a ainsi reçu le numéro 47.

## Instrumentation
| Instrumentation de la symphonie K. 97/73m                               |
| Cordes                                                                  |
| premiers violons, seconds violons, altos, violoncelles, contrebasses    |
| Bois                                                                    |
| 2 hautbois                                                              |
| Cuivres                                                                 |
| 2 cors en ré, 2 trompettes en ré, (se taisent dans le second mouvement) |
| Percussions                                                             |
| timbales (en ré et la)                                                  |

Dans les orchestres d'aujourd'hui, on ajoute habituellement des bassons et un clavecin pour renforcer les basses et le continuo.

## Structure
Elle comprend quatre mouvements:
1. Allegro, à , en ré majeur, 94 mesures
2. Andante, à 
, en sol majeur, 36 mesures, seulement les cordes, 2 sections répétées deux fois (mesures 1 à 14, mesures 15 à 36)
3. Menuetto et Trio, à 
, en ré majeur (Trio en sol majeur), 24 + 16 mesures
4. Presto, à 
, en ré majeur, 173 mesures

Durée : environ 11 minutes

Introduction de l'Allegro :
La lecture audio n'est pas prise en charge dans votre navigateur. Vous pouvez télécharger le fichier audio.
Introduction de l'Andante :
La lecture audio n'est pas prise en charge dans votre navigateur. Vous pouvez télécharger le fichier audio.
Première reprise du Menuetto :
La lecture audio n'est pas prise en charge dans votre navigateur. Vous pouvez télécharger le fichier audio.
Première reprise du Trio :
La lecture audio n'est pas prise en charge dans votre navigateur. Vous pouvez télécharger le fichier audio.
Introduction du Presto :
La lecture audio n'est pas prise en charge dans votre navigateur. Vous pouvez télécharger le fichier audio.